# Arrade ostentalis
Arrade ostentalis là một loài bướm đêm trong họ Erebidae.